# Sternula
Sternula es un género de aves caradriformes perteneciente a la familia Sternidae. Los miembros de este género, que se denominan comúnmente charrancitos o gaviotines, durante mucho tiempo se incluyeron dentro en el género Sterna, aunque en las últimas clasificaciones del Congreso Ornitológico Internacional se considera un género separado.

## Especies
Este género contiene siete especies:
- Sternula albifrons – charrancito común;
- Sternula saundersi – charrancito de Saunders;
- Sternula antillarum - charrancito americano;
- Sternula superciliaris – charrancito amazónico;
- Sternula lorata - charrancito peruano;
- Sternula nereis - charrancito australiano;
- Sternula balaenarum - charrancito de Damara.